# Ellen McLainová
Ellen McLainová (* 1. prosince 1952 Nashville) je americká operní pěvkyně a dabérka. Namluvila mnoho postav z počítačových her firmy Valve, mezi nimi GLaDOS, nepřátelskou umělou inteligenci ze hry Portal, za kterou obdržela cenu za vynikající ztvárnění postavy od Academy of Interactive Arts & Sciences.
Je vdaná za Johna Patricka Lowrieho, který také pracoval na počítačových hrách Half-Life 2 a Team Fortress 2.

## Role
| Rok  | Hra/film/seriál                       | Role                         | Poznámka                                                |
| ---- | ------------------------------------- | ---------------------------- | ------------------------------------------------------- |
| 2004 | Half-Life 2                           | Hlasatelka Combine overwatch |                                                         |
| 2006 | Half-Life 2: Episode One              | Hlasatelka Combine overwatch |                                                         |
| 2007 | Half-Life 2: Episode Two              | Hlasatelka Combine overwatch |                                                         |
| 2007 | Portal                                | GLaDOS, střílny              | závěrečná píseň „Still Alive“                           |
| 2007 | Team Fortress 2                       | Hlasatelka                   |                                                         |
| 2007 | Godzilla: Unleashed                   | Vorticia                     |                                                         |
| 2008 | Left 4 Dead                           | Čarodějnice                  |                                                         |
| 2009 | Left 4 Dead 2                         | Čarodějnice                  |                                                         |
| 2011 | Portal 2                              | GLaDOS, střílny, Caroline    | závěrečná píseň „Want You Gone“, operní arie „Cara Mia“ |
| 2011 | Defense Grid: The Awakening           | GLaDOS                       |                                                         |
| 2012 | Dota 2                                | Broodmother, Death Prophet   |                                                         |
| 2013 | Pacific Rim – Útok na Zemi            | Počítačový systém Jaegerů    |                                                         |
| 2013 | Poker Night 2                         | GLaDOS (jako rozdávající)    |                                                         |
| 2014 | IRrelevant Astronomy                  | NOTGLaDOS                    |                                                         |
| 2014 | Winning Dad                           | Lisa Clarková                |                                                         |
| 2014 | Wish It Inc.                          | Víla kmotřenka               |                                                         |
| 2015 | Lego Dimensions                       | GLaDOS, střílny              |                                                         |
| 2016 | Bee and PuppyCat                      | TempBot                      |                                                         |
| 2017 | Bridge Constructor Portal             | GLaDOS                       |                                                         |
| 2017 | Electromagnetic Spectrum: The Musical | NOTGLaDOS                    |                                                         |
| 2019 | The Church in the Darkness            | Rebecca Walkerová            |                                                         |
| 2020 | Half-Life: Alyx                       | hlasatelka Combine overwatch |                                                         |